# Paes Loureiro
João de Jesus Paes Loureiro (Abaetetuba, 23 de junho de 1939) é um escritor, poeta e professor universitário brasileiro. Durante sua carreira como docente, lecionou estética, história da arte e cultura amazônica na Universidade Federal do Pará (UFPA) de 1978 a 2009 e fundador do Programa de Educação Tutorial (PET) da mesma universidade. Também exerceu o cargo de secretário de educação do estado do Pará de 1987 a 1990. É membro da Academia de Letras do Brasil (ALB) desde 2023, ocupando a cadeira de número 25.

## Formação e carreira
Paes Loureiro tem uma formação acadêmica sólida, tendo concluído duas graduações, uma em Direito e outra em Letras, pela UFPA, nos anos 60 e 70. Ele também obteve um mestrado em Teoria da Literatura, na Pontifícia Universidade Católica de São Paulo (PUC-SP), em 1973. Concluiu também um doutorado em Sociologia da Cultura na Université Sorbonne (Paris, França), em 1994.
Ingressou na UFPA em 1976 como professor substituto e, posteriormente, como professor assistente. Em 1982, ele se tornou professor adjunto da universidade, e em 1995, professor titular. Durante sua trajetória na instituição, ele foi responsável pela orientação de diversas teses de doutorado e mestrado, além de ter coordenado diversos projetos de pesquisa. Sua atuação na universidade foi reconhecida, tendo sido homenageado com o título de Professor Emérito em 2004. Paes aposentou-se em 2007 como professor titular da UFPA porém seguiu ministrando aulas em outras instituições do Brasil e do mundo.
Ministrou diversas disciplinas na UFPA, incluindo Teoria da Literatura, História da Literatura, Teoria do Romance, Sociologia da Cultura, Sociologia do Imaginário e Literatura e Sociedade. Foi membro de diversas associações e instituições acadêmicas, incluindo a Associação Nacional de Pós-Graduação em Letras e Linguística (ANPOLL) e a Academia Paraense de Letras.
O escritor também se dedicou ao estudo da literatura e da cultura da região amazônica, buscando valorizar a produção literária local e dar visibilidade aos escritores e poetas da região, como Max Martins, Bruno de Menezes, Edyr Augusto Proença. Sua obra é marcada por uma abordagem crítica e reflexiva, que busca compreender os processos históricos e culturais que moldaram a região. Também contribuiu para o estudo das manifestações culturais populares da Amazônia, como o carimbó e o bumba-meu-boi.

## Cargos públicos, legados e honrarias
O poeta ocupou vários cargos públicos em sua trajetória. Foi Secretário de Educação do Pará entre 1991 e 1994, durante o governo de Jader Barbalho. Foi Secretário de Cultura do Estado do Pará entre 1999 e 2002, durante a gestão do governador Almir Gabriel. Também foi Diretor da Fundação Cultural do Pará Tancredo Neves, entre 1995 e 1998.
Além de sua atuação no estado do Pará, Paes foi Coordenador Geral do Programa Nacional de Bibliotecas Escolares, do Ministério da Educação, entre 2005 e 2006. Também foi Diretor do Instituto de Letras e Comunicação da Universidade Federal do Pará (UFPA), entre 1988 e 1992.
Como Secretário de Educação do Pará, implementou o Programa de Capacitação Continuada de Professores e criou a rede de escolas tecnológicas, que ofereciam cursos técnicos em diversas áreas do conhecimento. Além disso, ele também implementou o programa “Escola Aberta”, que buscou aproximar as escolas das comunidades, oferecendo atividades extracurriculares aos fins de semana para a população local.
Já como Secretário de Cultura do Pará, uma de suas principais iniciativas foi a criação do “Festival de Ópera da Amazônia”. O festival contava com a participação de artistas locais e internacionais e se tornou um importante evento cultural na região. Criou o “Prêmio Literário Cidade de Belém”. O prêmio contava com diversas categorias, incluindo poesia, contos e crônicas, e era aberto a escritores residentes no Pará. Desenvolveu iniciativas voltadas para a preservação do patrimônio cultural da região, incluindo a criação de programas de revitalização de prédios históricos (como o Teatro da Paz e o Museu do Estado do Pará) e ações de proteção de sítios arqueológicos. Também teve um papel fundamental na criação do programa "Cinema no Pará" e do projeto "Cultura em Movimento".
Como conselheiro do Conselho Nacional de Política Cultural (2007-2010), participou da elaboração do Plano Nacional de Cultura, que estabeleceu as diretrizes para a política cultural do país por um período de dez anos, de 2010 a 2020.
Enquanto Diretor do Instituto de Letras e Comunicação da Universidade Federal do Pará (UFPA), entre 1988 e 1992, Loureiro teve um papel fundamental na criação do PET da UFPA. O PET é um programa do Ministério da Educação que visa incentivar a formação acadêmica de excelência de alunos de graduação, por meio de atividades extracurriculares, como seminários, cursos, grupos de estudo e projetos de pesquisa. O PET da UFPA foi um dos primeiros do país e hoje é um dos mais reconhecidos e atuantes. Desde sua criação, o programa tem contribuído para a formação de jovens pesquisadores e para a promoção do desenvolvimento científico e tecnológico na região amazônica.
O professor universitário Paes já foi homenageado com diversas honrarias ao longo de sua trajetória, incluindo a entrada na Academia Paraense de Letras, onde ocupou a cadeira nº 6. Além disso, em 2004, ele recebeu a Comenda do Mérito Cultural Carlos Gomes, concedida pelo Governo do Estado do Pará, em reconhecimento aos seus serviços prestados à cultura paraense. Também foi homenageado com a Medalha do Mérito Cultural, concedida pelo Ministério da Cultura em 2005. Foi agraciado com a Ordem do Mérito Cultural, concedida pela Presidência da República em 2009, por sua contribuição à cultura brasileira. Outra honraria importante recebida pelo poeta foi o título de Doutor Honoris Causa em Letras, concedido pela Universidade Federal do Pará em 2012, em reconhecimento a sua contribuição à literatura e à cultura paraense.

## Obras
- Tarefa: Pará: Falângola, 1964.
- Cantigas de amar de amor e de paz – poesia. Belém: Graf. Globo, 1966.
- Epístolas e Baladas – poesia. Belém: Grafisa, 1968.
- Remo Mágico – poesia. Belém: Graf. Sagrada Família, 1975.
- Enchente amazônica – poesia. Separata publicada pelo Conselho de Cultura do Pará, 1976.
- Porantin: poesia. Rio de Janeiro: Civilização Brasileira, 1979.
- Deslendário: poesia. Rio de Janeiro: Civilização Brasileira, 1981.
- Pentacantos: poesias. São Paulo: Roswitha Kempf, 1984
- Cantares Amazônicos: poesia. São Paulo: Roswitha Kempf, 1985.
- O Ser Aberto. Belém: Cejup, 1987.
- Romance das três flautas ou de como as mulheres perderam o domínio sobre os homens: poesia. Tradução para o alemão de Hildegard Fauser-Werle. Ed. Bilíngüe. São Paulo: Roswitha Kempf, 1987.
- O Poeta Wang Wei ( 699 – 759 AD ) Na visão de Sun Chin e João de Jesus Paes Loureiro: poesia. Ed.Bilíngüe. São Paulo: Roswitha Kempf, 1988.
- Artesão das Águas. Belém: Cejup/Universidade Federal do Pará, 1989.
- Iluminações/Iluminuras: poesia. Tradução para o japonês Kikuo Furuno. Ed.Bilíngüe Roswitha Kempf, 1988.
- Altar em chamas e outros poemas. São Paulo: Cejup Cultural, 1989.
- Elementos de Estética. Belém: Cejup, 1989.
- Cinco palavras amorosas à Virgem de Nazaré: poesia. Belém: Cejup Cultural, Belém-PA, 1989.
- Tarefa: poesia. feed. Fac-similar. Pará: Falângola, 1989.
- Erleuchtungen/Malereien (Iluminações/Iluminuras). Tradução para o alemão Michael V. Killischh. Munique: Horn, 1990.
- Cantares Amazônicos: coletânea de poemas. Ed.Bilíngüe. Português e Italiano, lançado em L’Aquila, Itália. Pará: Falângola, 1990.
- Cantares Amazônicos. Berlin, Alemanha (em português e alemão), 1991.
- Cultura Amazônica – uma poética do imaginário. Belém: Cejup, 1991.
- Un Complainte pour Chico Mendes. Tradução Lyne Strouc. Foire International Terres de L'Avenier-CCFD. Paris, França, 1992.
- A poesia como encantaria da linguagem – Hino Dionisíaco ao Boto. Belém: Cejup, 1992.
- Altar em Chamas: poesia. Rio de Janeiro: Civilização Brasileira, 1992.
- Belém. O Azul e o Raro. Belém: Edição de Violões da Amazônia, 1998.
- Pássaro da Terra: teatro. São Paulo: Escrituras, 1999.
- Encantarias da palavra. Belém: ed.ufpa, 2017.

### Outros trabalhos
- Inventário cultural e turístico do Pará. Funarte/Idesp/Cecult.
- Proposta Modular de Educação e Cultura – SEMEC. Cadernos de Cultura, 1985.
- Proposta Contextual de Educação Infantil – SEMEC. Cadernos de Cultura, 1986.
- Projeto PREAMAR: O Pará e a Expressão Amazônica – Boletim da Fundação Cultural “Tancredo Neves”, 1996.

### Discos
- Disco com canções de sua autoria – Escorpião/Rosembi, 1974.
- Até a Amazônia  - músicas com Quinteto Violado. Rio de Janeiro, Phonogran, 1975.
- Rostos da Amazônia – poesia, com Sebastião Tapajós ao violão. Rio de Janeiro, Phonogran, 1985.
- O Rei e o Jardineiro – com Quinteto Violado. Produção independente, 1995.
- Belém. O Azul e o Raro – (para ler como quem anda nas ruas) Poesia e Música com Salomão Habib, 1998.

### Obras premiadas
- lha da Ira. Primeiro Prêmio do Serviço Nacional de Teatro, Ministério da Educação, Rio de Janeiro, 1976.
- A Procissão do Sayrê. Inacen/MEC – Rio de Janeiro, 1977.
- Altar em Chamas. Prêmio de Poesia, pela Associação Paulista de Críticos de Artes – APCA. São Paulo, 1994.
- Romance das três flautas. Finalista do Prêmio Jabuti. São Paulo, 1998.